# Pedicularis adunca
Pedicularis adunca är en snyltrotsväxtart som beskrevs av Friedrich August Marschall von Bieberstein och John Stevenson. Pedicularis adunca ingår i släktet spiror, och familjen snyltrotsväxter. Inga underarter finns listade i Catalogue of Life.